# 2023 ve filmu
Toto je seznam filmů, jejichž premiéra proběhla, nebo je plánována na rok 2023. Tento rok slavila studia Walt Disney a Warner Bros. 100. výročí založení.

## Nejvýdělečnější filmy
†: Označuje filmy promítané v kinech v týdnu od 15. září 2023.
| Pořadí | Titul                                      | Distributor   | Celosvětový výdělek |
| ------ | ------------------------------------------ | ------------- | ------------------- |
| 1      | Barbie †                                   | Warner Bros.  | 1 418 073 931 USD   |
| 2      | Super Mario Bros. ve filmu                 | Universal     | 1 362 152 106 USD   |
| 3      | Oppenheimer †                              | Universal     | 912 832 975 USD     |
| 4      | Strážci Galaxie: Volume 3                  | Disney        | 845 555 777 USD     |
| 5      | Rychle a zběsile 10                        | Universal     | 704 709 660 USD     |
| 6      | Spider-Man: Napříč paralelními světy       | Sony Pictures | 689 810 862 USD     |
| 8      | Malá mořská víla                           | Disney        | 569 592 298 USD     |
| 8      | Mission: Impossible Odplata – První část † | Paramount     | 566 130 137 USD     |
| 9      | Mezi živly                                 | Disney        | 486 738 359 USD     |
| 10     | Ant-Man a Wasp: Quantumania                | Disney        | 476 071 180 USD     |

## České filmy

### Celovečerní filmy
(řazeno podle data plánované premiéry)
- Přání k narozeninám, režie Marta Ferencová (premiéra: 19. ledna 2023)[3]
- Ostrov, režie Rudolf Havlík (premiéra: 2. února 2023)[4]
- Děti Nagana, režie Dan Pánek (premiéra: 22. února 2023)[5]
- Zatmění, režie Petr Kubík (premiéra: 2. března 2023)
- Bastardi 4: Reparát, režie Tomáš Magnusek (premiéra: 16. března 2023) [6]
- Buď chlap!, režie Michal Samir (premiéra: 23. března 2023)[7]
- Invalida, režie Jonáš Karásek (premiéra: 20. dubna 2023)[8]
- Muž, který stál v cestě, režie Petr Nikolaev (premiéra: 25. května 2023)[9]
- #annaismissing, režie Pavel Soukup (premiéra: 10. srpna 2023)
- One Man Show Movie, režie Kazma Kazmitch (premiéra: 17. srpna 2023)
- Němá tajemství, režie Ivan Ostrouchovský (premiéra: 7. září 2023)[10]
- Sucho, režie Bohdan Sláma (premiéra: 14. září 2023)[10]
- Bod obnovy, režie Robert Hloz (premiéra: 21. září 2023) [10]
- Hadí plyn, režie David Jařab (premiéra: 28. září 2023) [11]
- Úsvit, režie Matěj Chlupáček (premiéra: 5. října 2023) [12]
- Citlivý člověk, režie Tomáš Klein (premiéra: 12. října 2023)[13]
- Hranice, režie Agnieszka Holland (premiéra: 19. října 2023) [14]
- Bratři, režie Tomáš Mašín (premiéra: 26. října 2023)[15]
- Přišla v noci, režie Tomáš Pavlíček a Jan Vejnar (premiéra: 2. listopadu 2023) [16]

- Tonda, Slávka a kouzelné světlo, režie Filip Pošivač (premiéra: 2. listopadu 2023) [17]
- Její tělo, režie Natálie Císařová (premiéra: 16. listopadu 2023)[10]
- Tajemství a smysl života (premiéra: 23. listopadu 2023)[18]
- Tancuj Matyldo, režie Petr Slavík (premiéra: 30. listopadu 2023) [10]

### Dokumenty
- á-B-C-D-é-F-G-H-CH-í-JONESTOWN, režie Jan Bušta (premiéra: 12. ledna 2023) [19]
- Nic bych neměnila, režie Michal Černý (premiéra: 26. ledna 2023)
- Všechno dobře dopadne, režie Miroslav Janek (premiéra: 9. února 2023)
- Šťastně až na věky, režie Jana Počtová (premiéra: 16. února 2023)
- Vyšetřovatel, režie Viktor Portel (premiéra: 9. března 2023)
- More Miko, režie Robin Kvapil (premiéra: 9. března 2023)
- Velké nic, režie Vít Klusák a Marika Pecháčková (premiéra: 16. března 2023)[20]
- Návštěvníci, režie Veronika Lišková (premiéra: 24. března 2023)
- Chybění, režie Štěpán Pech[20]
- Martina, režie Jarmila Štuková[20]
- Police Symphony Orchestra, režie Dominik Kalivoda[20]
- Povolení k pobytu, režie Mira Erdevički[20]
- Rozsviť světlo, ať je vidět, režie Václav Kučera[20]
- Světloplachost, režie Ivan Ostrochovský a Pavol Pekarčík (premiéra: 23. listopadu 2023) [21]
- Tady nejste v Moskvě, režie Filip Remunda[20]
- Všichni lidé budou bratři, režie Robert Kirchhoff[20]

## Zahraniční filmy
(řazeno podle data plánované premiéry)

### Leden
- Blízko (česká premiéra: 5. ledna 2023)[22]
- Operace Fortune: Ruse de guerre (česká premiéra: 5. ledna 2023)[23]
- Osm hor (česká premiéra: 5. ledna 2023)[24]
- Piargy (česká premiéra: 5. ledna 2023)[25]
- M3GAN (česká premiéra: 12. ledna 2023)[26]
- Lhář na plný úvazek (česká premiéra: 12. ledna 2023)
- Úžasný Mauric (česká premiéra: 12. ledna 2023)
- Babylon (česká premiéra: 19. ledna 2023)[27]
- Ono (česká premiéra: 19. ledna 2023)[28]
- Všechny mé dopisy spal (česká premiéra: 19. ledna 2023)[29]
- Zoubková víla (česká premiéra: 19. ledna 2023)[30]
- Ve znamení býka (česká premiéra: 26. ledna 2023)[31]
- Víly z Inisherinu (česká premiéra: 26. ledna 2023)[32]
- Velká svoboda (česká premiéra: 26. ledna 2023)

### Únor
- Asterix a Obelix: Říše středu (česká premiéra: 2. února 2023)[33]
- Mumie (česká premiéra: 2. února 2023)[34]
- Někdo klepe na dveře (česká premiéra: 2. února 2023)[35]
- Muž jménem Otto (česká premiéra: 2. února 2023)[36]
- Spravedlnost pro Emmetta Tilla (česká premiéra: 2. února 2023)
- Plastic Symphony (česká premiéra: 2. února 2023)
- Bez kalhot: Poslední tanec (česká premiéra: 9. února 2023)[37]
- Emigranti (česká premiéra: 9. února 2023)[38]
- Korzet (česká premiéra: 9. února 2023)
- Uteč! (česká premiéra: 9. února 2023)
- Ant-Man a Wasp: Quantumania (česká premiéra: 16. února 2023)[39]
- Sestry v sedle (česká premiéra: 16. února 2023)[40]
- Medvěd na koksu (česká premiéra: 23. února 2023)[41]
- Nezvěstná (česká premiéra: 23. února 2023)[42]
- Tár (česká premiéra: 23. února 2023)[43]

### Březen
- Creed III (česká premiéra: 2. března 2023)[44]
- Bella a Sebastian: Nová generace (česká premiéra: 2. března 2023)
- Medvídek Pú: Krev a med (česká premiéra: 2. března 2023)
- Slušný občan (česká premiéra: 2. března 2023)
- Vřískot 6 (česká premiéra: 9. března 2023)[45]
- Pacifiction (česká premiéra: 9. března 2023)
- 65 (česká premiéra: 16. března 2023)[46]
- Shazam! Hněv bohů (česká premiéra: 16. března 2023)[47]
- Služka (česká premiéra: 16. března 2023)[48]
- Modrý kaftan (česká premiéra: 16. března 2023)[49]
- Posedlost (česká premiéra: 23. března 2023)[50]
- John Wick: Kapitola 4 (česká premiéra: 23. března 2023)[51]
- Julie, co by bylo kdyby... (česká premiéra: 30. března 2023)[52]
- Dungeons & Dragons: Čest zlodějů (česká premiéra: 30. března 2023)[53]

### Duben
- Chlapec z nebe (česká premiéra: 6. dubna 2023)[54]
- Zachraňte tygra (česká premiéra: 6. dubna 2023)[55]
- Super Mario Bros. ve filmu (česká premiéra: 6. dubna 2023)[56]
- Papežův vymítač (česká premiéra: 6. dubna 2023)[57]
- On a Wing and a Prayer (česká premiéra: 7. dubna 2023) [58]
- Renfield (česká premiéra: 13. dubna 2023)[59]
- Národ velryb (česká premiéra: 20. dubna 2023)[60]
- On se bojí (česká premiéra: 20. dubna 2023) [61]
- Myška a medvěd na cestách (česká premiéra: 20. dubna 2023)[62]

### Květen
- Bombastický Johan (česká premiéra: 4. května 2023)[63]
- Strážci Galaxie: Volume 3 (česká premiéra: 4. května 2023)[64]
- Život kotěte (česká premiéra: 4. května 2023)[65]
- Rychle a zběsile 10 (česká premiéra: 18. května 2023) [66]
- Znovu se zamilovat (česká premiéra: 18. května 2023)[67]
- Malá mořská víla (česká premiéra: 25. května 2023)[68]

### Červen
- Spider-Man: Napříč paralelními světy (česká premiéra: 1. června 2023)[69]
- Nic (česká premiéra: 1. června 2023)[70]
- Kostlivec (česká premiéra: 8. června 2023)[71]
- Transformers: Probuzení monster (česká premiéra: 8. června 2023)[58]
- The Flash (česká premiéra: 15. června 2023)[59]
- Mezi živly (česká premiéra: 15. června 2023)[72]
- Vyproštění 2 (česká premiéra: 16. června 2023) [73]
- Nic ve zlým (česká premiéra: 22. června 2023) [74]
- Indiana Jones a nástroj osudu (česká premiéra: 29. června 2023)[75]
- UFO Švédsko (česká premiéra: 29. června 2023)[76]
- Nimona (česká premiéra: 30. června 2023)

### Červenec
- Insidious: Červené dveře (česká premiéra: 6. července 2023)

- Rebel (česká premiéra: 13. července 2023)[77]
- Mission: Impossible Odplata – První část (česká premiéra: 13. července 2023)[59]
- V pasti: Barcelona (česká premiéra: 14. července 2023)
- Barbie (česká premiéra: 20. července 2023)[59]
- Oppenheimer (česká premiéra: 20. července 2023)[59]
- Oni naklonovali Tyrona (česká premiéra: 21. července 2023)
- Strašidelný dům (česká premiéra: 27. července 2023)[78]

### Srpen
- Meg 2: Příkop (česká premiéra: 3. srpna 2023)[58]
- Želvy Ninja: Mutantí chaos (česká premiéra: 3. srpna 2023)[58]
- Diamantový plášť (česká premiéra: 3. srpna 2023)[79]
- Gran Turismo (česká premiéra: 10. srpna 2023)[59]
- Blue Beetle (česká premiéra: 17. srpna 2023)[58]
- Vocasy na tripu (česká premiéra: 18. srpna 2023)[58]
- Equalizer 3: Poslední kapitola (česká premiéra: 31. srpna 2023)[58]

### Září
- Sestra II (česká premiéra: 7. září 2023) [80]
- Přízraky v Benátkách (česká premiéra: 14. září 2023)

- Postr4datelní (česká premiéra: 28. září 2023)[59]
- Saw X (česká premiéra: 28. září 2023)
- Stvořitel (česká premiéra: 28. září 2023)
- Tlapková patrola ve velkofilmu (česká premiéra: 28. září 2023)

### Říjen
- Vymítač ďábla: Znamení víry (česká premiéra: 12. října 2023)
- Anatomie pádu (česká premiéra: 19. října 2023)
- Zabijáci rozkvetlého měsíce (česká premiéra: 20. října 2023)[81]

### Listopad
- Pět nocí u Freddyho (česká premiéra: 2. listopadu 2023)

- Marvels (česká premiéra: 9. listopadu 2023)[82]

- Zabiják (česká premiéra: 10. listopadu 2023) [83]
- Hunger Games: Balada o ptácích a hadech (česká premiéra: 16. listopadu 2023)[58]
- Trollové 3 (česká premiéra: 16. listopadu 2023)[58]
- Napoleon (česká premiéra: 23. listopadu 2023) [84]
- Chlapec a volavka (česká premiéra: 23. listopadu 2023)
- Přání (česká premiéra: 30. listopadu 2023)

### Prosinec
- Nech svět světem (česká premiéra: 8. prosince 2023)

- Wonka (česká premiéra: 14. prosince 2023) [59]
- Slepičí úlet: Zrození nuget (česká premiéra: 15. prosince 2023)
- Maestro (česká premiéra: 20. prosince 2023) [59]
- Aquaman a ztracené království (česká premiéra: 21. prosince 2023) [59]
- Ptáci stěhováci (česká premiéra: 21. prosince 2023) [58]
- Rebel Moon: První část – Zrozená z ohně (česká premiéra: 22. prosince 2023)
- Ferrari (česká premiéra: 25. prosince 2023) [59]